# Бёре
Бёре́ (фр. Beurey) — коммуна во Франции, находится в регионе Шампань — Арденны. Департамент — Об. Входит в состав кантона Эссуа. Округ коммуны — Труа.
Код INSEE коммуны — 10045.
Коммуна расположена приблизительно в 175 км к юго-востоку от Парижа, в 90 км южнее Шалон-ан-Шампани, в 32 км к юго-востоку от Труа.

## Население
Население коммуны на 2008 год составляло 186 человек.
| 1962 | 1968 | 1975 | 1982 | 1990 | 1999 | 2008 |
| ---- | ---- | ---- | ---- | ---- | ---- | ---- |
| 237  | 229  | 212  | 178  | 166  | 171  | 186  |

## Администрация
| Период | Период | Фамилия      | Партия | Примечания |
| ------ | ------ | ------------ | ------ | ---------- |
| 2001   | 2008   | Клод Рюот    |        |            |
| 2008   |        | Лоран Каррик |        |            |

## Экономика
В 2007 году среди 98 человек в трудоспособном возрасте (15—64 лет) 80 были экономически активными, 18 — неактивными (показатель активности — 81,6 %, в 1999 году было 81,3 %). Из 80 активных работали 75 человек (38 мужчин и 37 женщин), безработных было 5 (0 мужчин и 5 женщин). Среди 18 неактивных 6 человек были учениками или студентами, 8 — пенсионерами, 4 были неактивными по другим причинам.